# Казете (Маса-Карара)
Казете је насеље у Италији у округу Маса-Карара, региону Тоскана.
Према процени из 2011. у насељу је живело 635 становника. Насеље се налази на надморској висини од 349 м.